# Camille - et liv, en lejlighed
Camille - et liv, en lejlighed er en dansk dokumentarfilm fra 2012, der er instrueret af Anne Sophie Bosc.

## Handling
Camille, en algirsk jødisk kvinde på 94, skal imod sin vilje, flytte fra den lejlighed, hun har boet i i 80 år. Fortiden vender tilbage i hendes sind, og hun betror sig til kameraet. Filmen beskriver også et venskab mellem en gammel stærk dame og en ung kvinde, hendes nabo og nære ven, der er tilstede i hverdagen.